# Gustaw Andrzej Mokrzycki

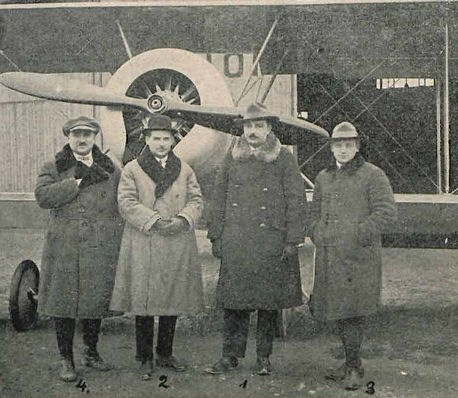
Gustaw Mokrzycki (pierwszy z prawej) przed pierwszym samolotem Hanriot H.28 wyprodukowanym w Wielkopolskiej Wytwórni Samolotów „Samolot”

Gustaw Andrzej Mokrzycki (ur. 1 października 1894 we Lwowie, zm. 22 stycznia 1992 w Fullerton) – inżynier, konstruktor, oficer Wojska Polskiego, propagator i teoretyk lotnictwa.

## Życiorys
W 1911 roku rozpoczął na Politechnice Lwowskiej studia, przerwane przez wybuch I wojny światowej. Otrzymał powołanie do odbycia służby wojskowej w armii austro-węgierskiej. W 1915 roku został przeniesiony do c. i k. Lotnictwa. Przeszedł przeszkolenie w szkole obserwatorów i walczył na froncie. Jego oddziałem macierzystym był Batalion Pionierów Nr 10, a w 1918 Batalion Saperów Nr 3. Na stopień podporucznika został mianowany ze starszeństwem z 1 sierpnia 1916 w korpusie oficerów rezerwy piechoty. Otrzymał Brązowy Medal Zasługi Wojskowej z mieczami na wstążce Krzyża Zasługi Wojskowej.
Od 1918 roku w Polsce, wstąpił we Lwowie do Polskiej Organizacji Wojskowej i brał udział w zajęciu lwowskiego lotniska. Przyczynił się do rozpracowania planu lotniska i czasu służby wartowników. Wstąpił do odrodzonego Wojska Polskiego i służył jako oficer techniczny III Grupy Lotniczej. 9 września 1920 został zatwierdzony z dniem 1 kwietnia 1920 w stopniu kapitana, w Korpusie Wojsk Lotniczych, w grupie oficerów byłej armii austro-węgierskiej. Następnie został oddelegowany na studia w École Supérieure d’Aéronautique w Paryżu. Studia ukończył w 1920 roku, zatrudniono go w Wydziale Technicznym Departamentu III Żeglugi Powietrznej Ministerstwa Spraw Wojskowych. Od 1 czerwca 1921 jego oddziałem macierzystym był 1 Pułk Lotniczy w Warszawie. W tym samym roku nadzorował w Centralnych Warsztatach Lotniczych kursy prowadzone dla lotniczego personelu technicznego. Był jednym z pierwszych kierowników Wydziału Naukowo-Technicznego Sekcji Żeglugi Napowietrznej. Zorganizował Szkołę Mechaników Lotniczych w Bydgoszczy i został mianowany jej pierwszym komendantem. 3 maja 1922 został zweryfikowany w stopniu kapitana ze starszeństwem z 1 czerwca 1919 i 1. lokatą w korpusie oficerów aeronautycznych. W latach 1923–1924 pozostawał w stanie nieczynnym, a w 1925 został przeniesiony do rezerwy. W 1934, jako oficer pospolitego ruszenia, posiadał przydział do 1 Pułku Lotniczego.
Po zakończeniu służby wojskowej rozpoczął pracę na Politechnice Warszawskiej. W 1926 roku został skierowany na dwuletnią praktykę w Wielkopolskiej Wytwórni Samolotów „Samolot”, gdzie zajął się organizacją produkcji Wytwórni. Po ukończeniu praktyki objął (1928) Katedrę Budowy Samolotów i Mechaniki Lotu na Wydziale Mechanicznym Politechniki Warszawskiej. Działał również w Lidze Obrony Powietrznej i Przeciwgazowej, był inicjatorem powstania i założycielem Związku Polskiego Inżynierów Lotnictwa.
W 1929 roku powierzono mu kierownictwo nad Instytutem Badań Technicznych Lotnictwa z zadaniem unowocześnienia i rozszerzenia jego działalności. W ciągu dwóch lat przeorganizował Instytut, doprowadził do rozwoju jego struktury i zatrudnienia wykwalifikowanych pracowników. Jego zasługą było stworzenie Zakładu Prób i Badań w Locie oraz instytutowego dywizjonu doświadczalnego. Z Instytutu odszedł pod koniec 1931 roku.
W latach 1930–1939 pracował jako profesor na Wydziale Mechanicznym Politechniki Warszawskiej, gdzie zajmował się pracami nad konstrukcjami bezogonowymi oraz silnikami rakietowymi. W 1932 roku w Katedrze Mechaniki Lotu i Budowy Płatowcow Politechniki Warszawskiej, we współpracy z asystentem inż. Wacławem Zarembą, zaprojektował samolot w układzie latającego skrzydła PZL.22. Budowę prototypu finansowała Liga Obrony Powietrznej i Przeciwgazowej, jednak nie doszło do jego oblatania. W 1933 roku współpracował z Komórką Uzbrojenia Wojska Polskiego nad wykorzystaniem silników rakietowych w pociskach artyleryjskich. Dwa lata później zaprojektował ulepszoną wersję samolotu „Pou-du-Ciel”. W swym projekcie zmienił położenie środka ciężkości, poprawił kształt kadłuba, przekonstruował dźwigary płata na lżejsze i mocniejsze oraz przekonstruował usterzenie pionowe. Zastosował również silnik Salmson o mocy 40 KM. Samolot według jego projektu został zbudowany przez trzech studentów Wydziału Lotniczego Politechniki Warszawskiej. Pod jego kierunkiem studenci w 1936 roku zaprojektowali i zbudowali lekki samolot MIP Smyk. W latach 1937–1938 zaprojektował samolot bezogonowy SSS, ale nie doszło do jego zbudowania.
Po kampanii wrześniowej przedostał się do Francji. Został powołany do Wojska Polskiego w stopniu kapitana i wydelegowany do francuskich zakładów remontowych w celu zapoznania się z samolotami używanymi w Armée de l’air. Po klęsce Francji przedostał się do Wielkiej Brytanii i wstąpił do RAF, otrzymał numer służbowy P-0188. W listopadzie 1940 roku znalazł się wśród członków Polskiej Grupy Ekspertów, a w pierwszej połowie 1941 roku został przydzielony do Biura Instrukcji i Tłumaczeń przy Centrum Polskich Sił Powietrznych w Blackpool. Pracował tam do końca 1941 roku. Został przeniesiony do Victory Aircraft w Kanadzie, gdzie pracował przy uruchomieniu produkcji lotniczej. Od 1943 roku zajął się organizacją Wydziału Lotniczego w École Polytéchnique w Montrealu, gdzie zajmował się zagadnieniami automatycznego sterowania samolotów. W 1944 roku przeniósł się do Stanów Zjednoczonych, gdzie w firmie Convair objął stanowisko doradcy ds. układów sterowania samolotów bombowych i transportowych. Następnie przeniósł się do Ryan Aeronautical Co., gdzie został kierownikiem działu aeronautyki. Był prekursorem zastosowania w USA przekształcenia Laplace’a do sterowania samolotów i pocisków rakietowych. W 1949 roku przyjął obywatelstwo amerykańskie, od tego momentu swe prace naukowe podpisywał jako Gustaw M. Andrew lub G.M. Andrew.
Jako obywatel amerykański zyskał nowe możliwości rozwoju kariery zawodowej. W 1951 roku został powołany na stanowisko dyrektora Działu Doświadczalnego Centrum Prób w Locie (USAF Flight Test Center) w Edwards Air Force Base. Po przeorganizowaniu Centrum (1962) zatrudnił się w Northrop Space Laboratories, gdzie pracował jako specjalista w zakresie sterowania i naprowadzania na cel pocisków rakietowych. Zapoczątkował prace nad zastosowaniem automatycznego pilota do poprawy stateczności samolotów i pocisków balistycznych. Opracował automatycznego pilota do łagodzenia podmuchów i odkształceń bocznych samolotów, rozwiązanie to uzyskało patent USA nr 3 279 725. Znalazło zastosowanie w samolotach pasażerskich, wpłynęło na podwyższenie komfortu podróży.
W 1964 roku przeszedł na emeryturę, ale nadal współpracował z firmami jako konsultant. W 1975 roku zakończył działalność zawodową, poświęcił się swym zainteresowaniom artystycznym, malował i pisał wiersze. Trzy lata później Prezydent RP na Uchodźstwie odznaczył go Krzyżem Komandorskim Orderu Polonia Restituta. Zmarł 22 października 1992 roku w Fullerton, jest pochowany na cmentarzu Rakowickim (kwatera XXIIB, rząd 5, miejsce 3).
Do historii lotnictwa przeszedł jako aerodynamik i twórca samolotu PZL.22. Napisał około 90 prac naukowych, m.in.: Teoria i budowa samolotów (3 tomy), Wstępny projekt aerodynamiczny, Badanie stateczności samolotu w projekcie wstępnym, The best turning of an aircraft oraz Charts for turn and maneuverability computations of an aircraft.